# Петър Христосков
Петър Христосков е български цигулар, композитор и музикален педагог.

## Биография
Роден е на 8 март 1917 година в град София. През 1936 година завършва цигулка в Държавната музикална академия в класа на Саша Попов. Още преди дипломирането си свири в Царския симфоничен оркестър. От 1940 до 1943 година специализира в Берлинската музикална академия, където му преподава цигуларя Густав Хавеман. През този период изнася концерти пред германска и австрийска публика.
След завръщането си в България, продължава концертиращата си дейност. Той е един от най-търсените цигулари по онова време. Участва в музикално трио с пианиста Димитър Ненов и виолончелиста Константин Попов, заменяйки трагично загиналия цигулар Христо Обрешков. Заедно със своята съпруга, пианистката Златка Арнаудова, изнася камерни концерти. От 1944 година концертира из Европа и Азия. От 1952 до 1954 година е част от Софийската филхармония.
През 1950 година се присъединява към Държавната музикална академия като професор по цигулка.
Като композитор създава симфонична и камерна музика. Преобладават творбите за цигулка, написвайки за този инструмент следните солови изпълнения: 36 капричии, две сюити и три рапсодии. Негово дело са три концерта за цигулка и пиано, два концерта за виолончело и оркестър, концерт за голям симфоничен оркестър и други.
За приносите си към музикалното дело е награден с орден „Народна република България“ – първа степен, през 1987 година.